# Invasion de l'Arménie par l'Armée rouge
Guerre civile russe
L'invasion de l'Arménie par l'Armée rouge, aussi nommée guerre arméno-russe, soviétisation, invasion soviétique de l'Arménie ou occupation soviétique de l'Arménie, est une campagne militaire menée par la 11e armée de la république socialiste fédérative soviétique de Russie entre fin novembre et début décembre 1920 (la 11e armée entre à Erevan le 6 décembre) visant à installer un gouvernement soviétique à la tête de la république démocratique d'Arménie, ancien territoire des empires russe et ottoman. Cette invasion, qui ne rencontre aucune résistance, a lieu parallèlement à une insurrection anti-gouvernementale organisée par les bolcheviks arméniens à Erevan et dans d'autres villes arméniennes. L'invasion se conclut par le renversement du gouvernement arménien et par la fondation de la république socialiste soviétique d'Arménie.